# Fatal Fury: City of the Wolves
Fatal Fury: City of the Wolves (餓狼伝説 City of the Wolves?, Garō densetsu Shiti obu za Uruvusu) è un videogioco della serie Fatal Fury e seguito di Garou: Mark of the Wolves e primo videogioco del franchise dopo 26 anni.

## Trama
Un anno dopo il torneo King of Fighters: Maximum Mayhem, le indagini di Rock Howard e Kain R. Heinlein hanno permesso di scoprire dove si trova Marie Heinlein, la madre di Rock e sorella di Kain che si credeva deceduta. Apprendono che Mr. Big la tiene prigioniera, chiedendo come riscatto l'eredità del defunto padre di Rock, Geese Howard. Rock si reca dall'ex braccio destro di Geese, Billy Kane, che gli rivela che tra gli oggetti dell'eredità di Geese ci sono le Sacre Pergamene di Jin, reliquie magiche che aveva conservato nonostante Geese avesse ordinato di distruggerle prima della sua morte. Billy accetta di consegnare a Rock l'eredità, ma questa viene rubata da una figura sconosciuta.
Giorni dopo, Franz Stroheim invia un invito per un nuovo torneo di King of Fighters a Second South Town, con in palio l'eredità rubata. Durante il torneo, Kain e Billy negoziano con Big il ritorno di Marie e la proteggono dai loro nemici, come l'ex sottoposto di Big, Jack Turner, mentre Rock si riunisce con il padre adottivo Terry Bogard e vince il torneo. Mentre gli altri tornano alla Geese Tower con Marie, Jack appare e attacca Big, ferendo Marie. Vedendo ciò, le intense emozioni di Rock entrano in risonanza con le pergamene, facendolo diventare posseduto e costringendo Terry e gli altri a combatterlo.
Durante la battaglia, Rock e Billy hanno delle visioni che rivelano che Geese ha lasciato Marie per nascondere lei e Rock dai suoi nemici e che una maledizione sulle Sacre Pergamene di Jin permette a coloro che discendono dalla famiglia Jin di essere posseduti dai loro antenati; poiché Geese discende dai Jin attraverso suo padre Rudolph Krauser von Stroheim, ha ordinato la distruzione delle pergamene per proteggere Rock. Rock viene sconfitto e torna normale, e si ricongiunge felicemente con la madre mentre gli altri bruciano le pergamene. In seguito, Marie va a vivere con Kain e Billy accetta di tenere al sicuro il resto dell'eredità di Geese. Terry, ritenendo che Rock sia ormai abbastanza forte da reggersi da solo, torna a South Town, dove Rock ringrazia Terry per averlo cresciuto e promette di incontrarsi di nuovo.

## Personaggi giocanti
Il cast iniziale include 17 personaggi giocabili, inclusi due avatar di persone realmente esistenti: il calciatore Cristiano Ronaldo e il DJ Salvatore Ganacci. Tra i contenuti aggiuntivi compaiono come ospiti Chun-Li e Ken Masters, originari di Street Fighter. Geese Howard torna come boss non giocante detto Nightmare Geese.
- B. Jenet
- Billy Kane
- Cristiano Ronaldo
- Fallen Rock
- Gato
- Hokutomaru
- Hotaru Futaba
- Kain R. Heinlein
- Kevin Rian
- Kim Dong-Hwan
- Mai Shiranui
- Marco Rodrigues
- Preecha
- Rock Howard
- Salvatore Ganacci
- Terry Bogard
- Tizoc
- Vox Reaper
- Andy Bogard (DLC)
- Chun-Li (DLC)
- Joe Higashi (DLC
- Ken Masters (DLC)
- Mr. Big (DLC)

## Accoglienza
Fatal Fury: City of the Wolves ha ricevuto recensioni "generalmente favorevoli" dalla critica, secondo il sito aggregatore di recensioni Metacritic.
OpenCritic ha stabilito che l’84% dei critici ha raccomandato il gioco.
In Giappone, quattro critici di Famitsu hanno assegnato al titolo un punteggio totale di 33 su 40.
Nel corso della sua prima settimana di vendite in Giappone, Fatal Fury: City of the Wolves ha venduto 5 067 copie fisiche su PlayStation 5 e 2 599 su PlayStation 4. Nella seconda settimana sono state vendute ulteriori 1.235 copie, portando le vendite fisiche iniziali a un totale di 8.901 unità.